# Pro Evolution Soccer 2008
 (juillet 2017).
Si vous disposez d'ouvrages ou d'articles de référence ou si vous connaissez des sites web de qualité traitant du thème abordé ici, merci de compléter l'article en donnant les références utiles à sa vérifiabilité et en les liant à la section « Notes et références ».
Pro Evolution Soccer 2008 (Winning Eleven 2008) est un jeu vidéo de football développé et édité par Konami en 2007 sur PlayStation 2, PlayStation 3, Xbox 360, Windows, et depuis début 2008 sur PlayStation Portable, Wii et Nintendo DS.
Le jeu fait partie de la série Pro Evolution Soccer.

## Système de jeu
Les principales évolutions dévoilés concernent :
- Un nouveau système d'intelligence artificielle nommé « Teamvision ».
- La possibilité de positionner son mur et paramétrer le nombre de joueurs qui le compose.
- L'amélioration des commentaires. (Laurent Paganelli de Canal+ pour la version Française)
- Possibilité d'insérer son visage sur un joueur grâce à une caméra.
- Le jeu Wii bénéficie d'un système de jeu totalement inédit utilisant la Wiimote et le Nunchuk. Le pointeur de la Wiimote permet d'effectuer différentes actions (dribble du joueur, passes courtes ou longues, déplacement d'un coéquipier...) et le Nunchuk permet d'autres actions (tirs, dégagements, tacles). Le joystick du Nunchuk permet de faire dribbler temporairement le joueur possédant le ballon pendant que les ordres sont fournis aux coéquipiers avec la Wiimote. Cette version Wii s'apparente davantage à un "RTS footballistique" qu'un PES classique mais elle promet de nouveaux horizons en termes de stratégie.
- La possibilité de simuler et de provoquer une faute(version xbox360 et PS3 ainsi que PC).
- De nouveaux gestes comme la "Drogba" reprenant la feinte connue du joueur (effectuée durant le match Marseille-Newcastle en demi-finale de L'Europa League, qui amena un but sur l'action) et de nouvelles feintes de corps.

Malgré ces améliorations, il a été reproché à Konami de trop se reposer sur les lauriers obtenus avec les versions précédentes. Les critiques vis-à-vis de la version disponible sur PlayStation 3 et Xbox 360 sont en général mauvaises et favorisent pour cette fois l'autre célèbre jeu de football FIFA 08 (ce qui n'est pas le cas pour la version présente sur PlayStation 2). Base de données trop restreinte, game play proche de l'arcade et intelligence artificielle douteuse sont les reproches les plus fréquents.

## Développement
Le temps de développement aura été de 18 mois pour les versions PlayStation 3, Xbox 360 et Windows. Plusieurs équipes de développement ont travaillé sur les versions « Next Gen » et le budget alloué est par ailleurs nettement supérieur aux années précédentes. De plus, ayant constaté des ralentissements fréquents sur PS3 autant "offline" que "online", Konami a prévu de sortir le 19 novembre un patch remédiant à ces divers problèmes.
Pro Evolution Soccer 2009 est également prévu pour l'instant dans le courant de l'année 2008 sur PS3, Xbox 360, Wii et PC.
La version PS2 n'est pas prévue à 100 % pour l'instant, Konami précise que la version PS2 sortira seulement s'ils ont le temps de la développer, les versions Nintendo DS et PSP quant à elles sortiront sûrement.